# Sistema de referencia

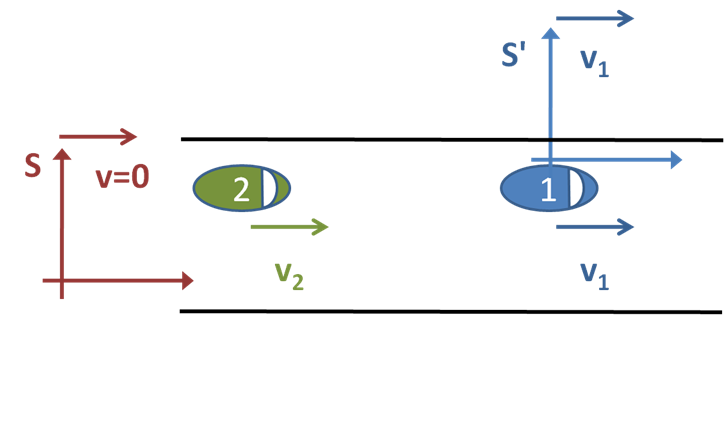
Dos vehículos moviéndose a velocidades constantes diferentes, respecto a un observador inercial móvil, constituyen dos sistemas de referencia inerciales adicionales.

Un sistema de referencia  es un conjunto de convenciones usado por un observador para poder medir la posición y otras magnitudes físicas de un sistema físico y de mecánica. Las trayectorias medidas y el valor numérico de muchas magnitudes son relativas al sistema de referencia que se considere, por esa razón, se dice que el movimiento es relativo. Cuando hablamos de un sistema de referencia, normalmente nos referimos a un conjunto de convenciones que un observador necesita, dentro de un sistema físico mecánico, para poder medir la posición y otras magnitudes físicas de un objeto en estudio. Se conoce como sistema de referencia al grupo de convenciones que un observador emplea para la medición de las magnitudes físicas de un sistema determinado. Esto quiere decir que los valores de dichas magnitudes están vinculadas al sistema de referencia en cuestión.
En mecánica clásica el término para referirse a un sistema de coordenadas ortogonales para el espacio euclídeo (dados dos sistemas de coordenadas de ese tipo, existe un giro y una traslación que relacionan las medidas de esos dos sistemas de coordenadas).
En mecánica relativista se refiere usualmente al conjunto de coordenadas espacio-temporales que permiten identificar cada punto del espacio físico de interés y el orden cronológico de sucesos en cualquier evento, más formalmente un sistema de referencia en relatividad se puede definir a partir de cuatro vectores ortonormales (uno temporal y tres espaciales).

## Definición
La necesidad de distinguir entre los distintos significados de "marco de referencia" ha dado lugar a una variedad de términos. Por ejemplo, a veces se añade como modificador el tipo de sistema de coordenadas, como en marco de referencia cartesiano. A veces se enfatiza la forma en que se transforma a los marcos considerados como relacionados, como en Sistema de referencia inercial. A veces los marcos se distinguen por la escala de sus observaciones, como en marcos de referencia macroscópicos y microscópicos.
En este artículo, el término marco de referencia observacional se utiliza cuando se hace hincapié en el estado de movimiento más que en la elección de coordenadas o en el carácter de las observaciones o del aparato de observación. En este sentido, un marco de referencia observacional permite estudiar el efecto del movimiento sobre toda una familia de sistemas de coordenadas que podrían acoplarse a este marco. Por otra parte, un sistema de coordenadas puede emplearse para muchos fines en los que el estado de movimiento no es la principal preocupación. Por ejemplo, se puede adoptar un sistema de coordenadas para aprovechar la simetría de un sistema. En una perspectiva aún más amplia, la formulación de muchos problemas en física emplea coordenadas generalizadas', modos normales o vectores propios, que sólo están indirectamente relacionados con el espacio y el tiempo. Parece útil divorciar los distintos aspectos de un marco de referencia para la discusión que sigue. Por lo tanto, tomamos los marcos de referencia observacionales, los sistemas de coordenadas y los equipos observacionales como conceptos independientes, separados como sigue:
- Un marco de observación (como un marco inercial o marco de referencia no inercial) es un concepto físico relacionado con el estado de movimiento.
- Un sistema de coordenadas es un concepto matemático, que equivale a una elección del lenguaje utilizado para describir observaciones.[2] En consecuencia, un observador en un marco de referencia observacional puede elegir emplear cualquier sistema de coordenadas (cartesiano, polar, curvilíneo, generalizado, ...) para describir las observaciones realizadas desde ese marco de referencia. Un cambio en la elección de este sistema de coordenadas no cambia el estado de movimiento de un observador, y por lo tanto no implica un cambio en el marco de referencia observacional del observador. Este punto de vista se puede encontrar en otros lugares también.[3] Lo cual no implica que algunos sistemas de coordenadas no sean mejores que otros para algunas observaciones.

- La elección de qué medir y con qué aparato de observación es una cuestión independiente del estado de movimiento del observador y de la elección del sistema de coordenadas.

## Introducción

### Mecánica newtoniana
En física clásica un sistema de referencia cartesiano se define por un par (P, E), donde el primer elemento P es un punto de referencia arbitrario, normalmente perteneciente a un objeto físico, a partir del cual se consideran las distancias y las coordenadas de posición. El segundo elemento E es un conjunto de ejes de coordenadas. Los ejes de coordenadas tienen como origen de coordenadas en el punto de referencia (P), y sirven para determinar la dirección del cuerpo en movimiento (o expresar respecto a ellos cualquier otra magnitud física vectorial o tensorial).
Un tercer elemento es el origen en el tiempo, un instante a partir del cual se mide el tiempo. Este instante acostumbra a coincidir con un suceso concreto. En cinemática el origen temporal coincide habitualmente con el inicio del movimiento que se estudia.
Estos tres elementos: punto de referencia, ejes de coordenadas cartesianos y origen temporal, forman el sistema de referencia. Para poder utilizar un sistema de referencia, sin embargo, se necesitan unas unidades de medida que nos sirvan para medir. Las unidades son convencionales y se definen tomando como referencia elementos físicamente constantes. A un conjunto de unidades y sus relaciones se le llama sistema de unidades. En el Sistema Internacional de Unidades o SI, se utiliza el metro como unidad del espacio y el segundo como unidad del tiempo.
Si un objeto se mueve en línea recta, solamente es necesario un eje para describir su movimiento. Cuando se mueve por un plano hacen falta al menos dos ejes. Para movimientos en el espacio se utilizan tres ejes. Las coordenadas más utilizadas son las coordenadas cartesianas, designadas (x,y,z), donde x es la proyección sobre el "eje horizontal" (x es positivo hacia la derecha y negativo hacia la izquierda); y es la coordenada vertical, positivo hacia arriba y negativo hacia abajo; y z mide la profundidad, positivo cuando se acerca y negativo cuando se aleja. Cuando se estudian movimientos respecto a la superficie de la Tierra, se acostumbra a hacer pasar el eje y o el eje z por el centro de la Tierra, con el origen de coordenadas situado en la superficie.
Dados dos sistemas de referencia R1 y R2, con un origen de tiempos y que se mueven con una velocidad constante uno respecto al otro, las coordenadas de ambos sistemas de coordenadas están relacionados mediante:

{\displaystyle {\begin{pmatrix}x_{2}\\y_{2}\\z_{2}\end{pmatrix}}={\begin{bmatrix}r_{xx}&r_{xy}&r_{xz}\\r_{yx}&r_{yy}&r_{yz}\\r_{zx}&r_{zy}&r_{zz}\end{bmatrix}}{\begin{pmatrix}x_{1}-x_{0}-v_{x}t\\y_{1}-y_{0}-v_{y}t\\z_{1}-z_{0}-v_{z}t\end{pmatrix}}}

Donde:
{\displaystyle r_{ij}\,}, son las componentes de una matriz ortogonal que representa la rotación necesaria para dar a los dos sistemas la misma orientación.
{\displaystyle v_{i}\,}, son las componentes de la velocidad del sistema 1 respecto al 2.
{\displaystyle (x_{0},y_{0},z_{0})\,}, es la posición del origen de coordenadas 2 respecto al origen de coordenadas de 1 en el instante t = 0.

### Mecánica clásica lagrangiana
En mecánica clásica lagrangiana también es interesante usar sistemas de referencia más complicados, definidos por un conjunto de coordenadas curvilíneas en el espacio. Las coordenadas de las magnitudes vectoriales o tensoriales en estos sistemas de referencia no cartesianos se definen respecto a los vectores tangentes a las líneas coordenadas en cada punto. Dado un conjunto de coordenadas curvilíneas {\displaystyle \scriptstyle \mathbf {q} =(q^{1},\dots ,q^{n})} en cada el sistema de "ejes" viene dado por:

{\displaystyle E=\left\{{\frac {\partial }{\partial q^{1}}},\dots ,{\frac {\partial }{\partial q^{n}}}\right\}}

Un sistema de cartesiano de referencia es uno en que {\displaystyle \scriptstyle \mathbf {q} =(x,y,z)} y el origen de referencia viene dado por {\displaystyle \scriptstyle \mathbf {q} =(0,0,0)}.

### Mecánica relativista
La definición de sistema de referencia en relatividad es más compleja, ya que en general no puede establecerse un origen de tiempos válido para cualquier observador con independencia del punto del espacio en que se encuentre. En principio un sistema de referencia queda definido en relatividad especificando un conjunto de observadores repartidos inicialmente por una hipersuperficie del espacio tiempo. Hay sistemas que llamados sincronizables que si permiten establecer un origen de tiempos común, pero esos sistemas sólo pueden existir en un espacio-tiempo estacionario. Los problemas asociados a la "relatividad del tiempo" obligan a que la definición de sistema de referencia en teoría de la relatividad general sea notoriamente más complicada que en mecánica clásica.
En relatividad general se define un sistema de referencia como un conjunto de observadores locales, es decir, un sistema de referencia es un campo vectorial cuyas  curvas integrales son observadores locales, es decir, curvas temporales.

## Sistema inercial
A grandes rasgos, es un sistema de referencia en el que las leyes de Newton son empíricamente adecuadas para pequeñas velocidades. Dado un sistema inercial, cualquier otro sistema de referencia que esté parado o bien que se desplace en línea recta a velocidad constante respecto al primero, es también un sistema inercial. Esto puede depender de la precisión de las medidas, un laboratorio en reposo respecto a la Tierra puede ser considerado un sistema inercial para la mayor parte de los sistemas, ya que el efecto Coriolis, el efecto centrífugo y otras fuerzas ficticias tiene un valor pequeño para sistemas de dimensiones reducidas. Eso a pesar de que la Tierra gira y, por tanto, estrictamente no es un sistema inercial. De hecho existen experimentos como el péndulo de Foucault donde los efectos no-inerciales se llegan a manifestar de manera significativa. En esos casos no resulta adecuado considerar un laboratorio en reposo respecto a la Tierra como un sistema inercial.
Formalmente, en mecánica clásica y teoría de la relatividad especial, un sistema inercial es aquel en el que los símbolos de Christoffel obtenidos a partir de la función lagrangiana se anulan. En un sistema inercial no son necesarias fuerzas ficticias para describir el movimiento de las partículas observadas mediante el conjunto de convenciones que describen el sistema de referencia.

## Aparato de medición
Otro aspecto de un marco de referencia es el papel de la metrología (por ejemplo, relojes y varillas) unido al marco. Esta pregunta no se trata en este artículo, y es de particular interés en mecánica cuántica, donde la relación entre el observador y la medición todavía está en discusión (véase problema de medición).
En los experimentos de física, el marco de referencia en el que los dispositivos de medición de laboratorio están en reposo se suele denominar marco de laboratorio. Un ejemplo sería el cuadro en el que están en reposo los detectores de un acelerador de partículas. El marco de laboratorio en algunos experimentos es un marco inercial, pero no es necesario que lo sea (por ejemplo, el laboratorio en la superficie de la Tierra en muchos experimentos de física no es inercial). En los experimentos de física de partículas, a menudo es útil transformar las energías y los momentos de las partículas desde el marco de laboratorio donde se miden, al centro del marco de momento "marco COM" en el que a veces se simplifican los cálculos, ya que potencialmente todo lo cinético de la energía aún presente en el marco COM puede usarse para hacer nuevas partículas.
A este respecto, se puede señalar que los relojes y las varillas que a menudo se usan para describir el equipo de medición de los observadores en el pensamiento, en la práctica se reemplazan por una metrología mucho más complicada e indirecta que está relacionada con la naturaleza del vacío, y utiliza relojes atómicos que operan de acuerdo con el modelo estándar y que deben ser corregidos por la dilatación del tiempo gravitacional. (Véase segundo, metro y kilogramo).
De hecho, Einstein sintió que los relojes y las varillas eran simplemente dispositivos de medición convenientes y deberían ser reemplazados por entidades más fundamentales basadas, por ejemplo, en átomos y moléculas.